# The Way We Are (Lied)
The Way We Are ist ein Song des Schweizer House-DJs Remady. Er wurde, so wie auch viele vorherige Songs, mit seinem Landsmann Manu-L alias Emanuel Gut aufgenommen. The Way We Are wurde am 16. September 2011 als Download und als Single veröffentlicht und ist die erste Single-Auskopplung und gleichzeitig eine Ankündigung für das am 23. März 2012 erschienene Album The Original. Der DJ Antoine vs. Mad Mark Remix ist auf etlichen Samplern und auf DJ Antoines Album Welcome to DJ Antoine Remixed zu finden.

## Musikvideo
Das offizielle Musikvideo zum Song wurde am 25. August 2011 auf dem offiziellen YouTube-Kanal des Plattenlabels Kontor Records hochgeladen. Das Video besteht aus Aufnahmen vieler Live-Auftritte, auf denen der Song gesungen wurde. Es gibt einige Schwarz-Weiß-Szenen, die zwischendurch gezeigt werden. Das Video wurde nach einem Jahr über 2.000.000 mal angeklickt.

## Mitwirkende
The Way We Are wurde von Remady, Manu-L, Maurizio Pozzi, Ben Mühlethaler und Pablo Rodriguez komponiert und geschrieben. Manu-L ist der Sänger des Songs. Er wurde von Remady produziert und über das Plattenlabel Kontor Records veröffentlicht. Instrumental enthält es nur Synthesizerelemente, die von Remady kommen.

## Versionen & Remixe
1. Radio Edit – 2:59[5]
2. DJ Antoine Vs Mad Mark Remix – 7:22[5]
3. Mike Candys & Klaas Radio Edit – 3:25[5]
4. Nikolaz & Gant Radio Edit – 3:14[5]
5. Extended Mix – 5:22[5]

## Chartplatzierungen
The Way We Are konnte sich bisher nur in der Schweizer Hitparade platzieren und erreichte dort Platz 30.
| ChartsChartplatzierungen | Höchstplatzierung | Wochen |
| ------------------------ | ----------------- | ------ |
| Schweiz (IFPI)           | 30 (14 Wo.)       | 14     |